# Alice Cruppi
Alice Julienne Cruppi (geboren am 14. Februar 1887 in Paris; gestorben am 29. Mai 1968 in Boulogne-Billancourt) war eine französische Schriftstellerin und Malerin.

## Leben
Alice Nerik wurde 1887 geboren und heiratete 1913 den promovierten Juristen Marcel Cruppi (1883–1958). Sie wurde so Schwiegertochter der Schriftstellerin und Feministin Louise Cruppi (1862–1925) und des Politikers Jean Cruppi (1855–1933).
Als Malerin stellte Cruppi im Salon des Indépendants von 1927 bis 1929 sechs ihrer Werke aus. Sie schuf Porträts und Landschaften und war Mitglied in der Société des Artistes Français.
Cruppi verfasste Kinderbücher. Ihr Werk Pattes blanches, lapin de Gascogne wurde 1933 mit einem Preis der Académie française in Höhe von 500 Francs ausgezeichnet und mehrfach neu aufgelegt.

## Im Salon des indépendants ausgestellte Werke
- Paysage (Juzet-de-Luchon). 1927.
- Déguisement. 1927.
- Toits et jardins rue de Bellechasse. 1928.
- Nature morte. 1928.
- Le Port de Brusc. 1929.
- Le Brusc près de Toulon. 1929.

## Kinderbücher
- Touche-à-tout. Ses tragiques mésaventures. Nathan, Paris 1928. (Illustriert von Vera Braun) Paris 1929.
- Pattes-Blanches, lapin de Gascogne. (Illustriert von Madeleine Charléty) Armand Colin, Paris 1932. Neuauflagen 1952, 1962.
- L’héroïque équipée de Pattes-Blanches. (Illustriert von Pierre Lissac) Armand Colin, Paris 1935.